# رئيس أوسيتيا الجنوبية
رئيس أوسيتيا الجنوبية (الأوسيتية: Хуссар Ирыстоны президент، الروسية: Президент Южной Осетии) هو الرئيس الفعلي لدولة جمهورية أوسيتيا الجنوبية المعترف بها جزئيا والتي هي بحكم القانون جزء من جورجيا. هذه قائمة بالرؤساء الفعليين لجمهورية أوسيتيا الجنوبية.

## قائمة الرؤساء
| № | الصورة | الاسم                                | الفترة                       | الفترة                  | الحزب               | الانتخابات |
| - | ------ | ------------------------------------ | ---------------------------- | ----------------------- | ------------------- | ---------- |
| 1 |        | Lyudvig Chibirov (مواليد 1932)       | 27 نوفمبر 1996               | 18 ديسمبر 2001          | مستقل               | 1996 ‏      |
| 2 |        | إدوارد كوكويتي                       | 18 ديسمبر 2001 (مواليد 1964) | 10 ديسمبر 2011 (استقال) | حزب الوحدة          | 2001 2006 ‏ |
| – |        | فاديم بروفتسف (مواليد 1969) بالوكالة | 11 ديسمبر 2011               | 19 أبريل 2012           | مستقل               | –          |
| 3 |        | ليونيد تيبيلوف (مواليد 1951)         | 19 أبريل 2012                | 21 أبريل 2017           | مستقل               | 2012 ‏      |
| 4 |        | أناتولي بيبيلوف (مواليد 1970)        | 21 أبريل 2017                | 24 مايو 2022            | حزب أوسيتيا المتحدة | 2017 ‏      |
| 5 |        | آلان جاجولييف (مواليد 1981)          | 24 مايو 2022                 | في المنصب               | نيكاز               | 2022       |